# Pedro Calderón de la Barca
Pedro Calderón de la Barca (Madrid, 17 januari 1600 – aldaar, 25 mei 1681) was een belangrijke Spaanse dramaturg, na Lope de Vega de laatste grote toneelschrijver van het 17e-eeuwse Spanje.

## Biografie
Pedro Calderón de la Barca werd geboren te Madrid en studeerde daar ook aan het jezuïetencollege. Naar verluidt was zijn moeder van Zuidelijk-Nederlandse afkomst. Vervolgens trok hij naar de universiteiten van Alcalá de Henares (1614-15) en Salamanca (1615-21) om er rechten te studeren, maar het is onbekend of hij die studies ook voltooide, want zijn interesse ging hoofdzakelijk uit naar het toneel. Op veertienjarige leeftijd schreef hij reeds El carro del Cielo, het eerste van zijn ca. 200 toneelstukken, en in 1622 dong hij te Madrid mee in een openbare dichtwedstrijd waar hij al de reputatie genoot een groot dichter te zijn. In opdracht van koning Filips IV schreef hij vanaf 1623 een aantal toneelstukken voor het koninklijk theater in Buen Retiro.
Tot ca. 1635 verrichtte Calderón krijgsdienst in Italië en de Spaanse Nederlanden, maar als blijk van erkenning riep de koning hem terug naar het hof. In 1637 benoemde de koning hem ook tot Ridder in de Orde van Santiago en belastte hem met de organisatie van alle feestelijkheden aan het hof.
 Drie jaar later trok Calderón opnieuw met de troepen van Filips IV ten strijde tegen de opstandige Catalanen. Na zijn militaire dienst en de dood van zijn geliefde (in 1648) begon zich bij Calderón de belangstelling voor religie en de neiging tot mystieke bespiegelingen te manifesteren. In 1651 werd hij tot priester gewijd, en in 1663 aangesteld tot hofkapelaan bij Filips IV te Madrid.
Meteen veranderde ook de aard van zijn werken: waar die aanvankelijk seculier van aard waren, maakte hij met zijn latere werken vooral naam als een typisch katholiek scholasticus. Calderón bleef schrijven tot aan zijn dood in 1681. Zijn overlijden betekende meteen het einde van de Gouden Eeuw der Castiliaanse letteren.

## Werken

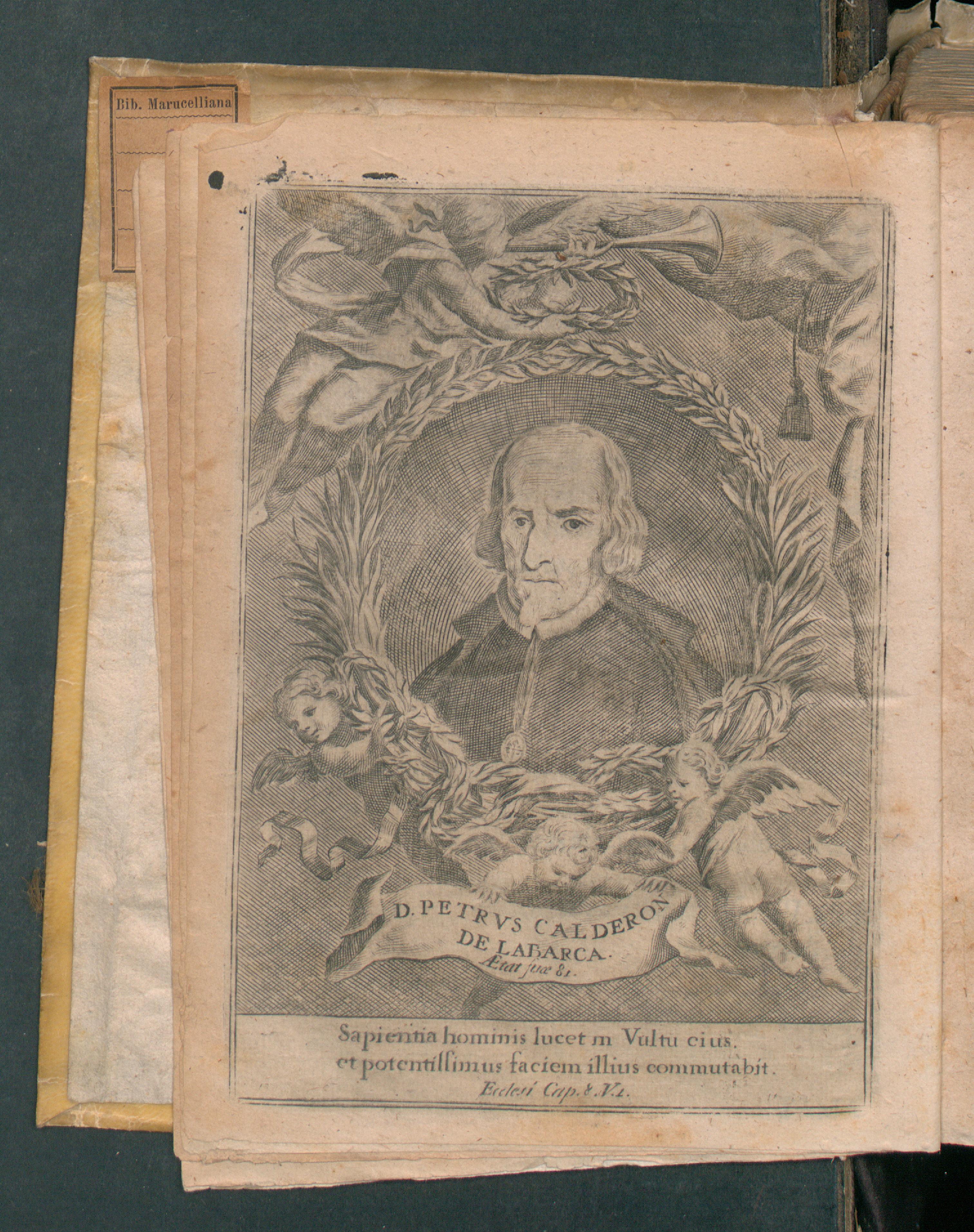
Comedias verdaderas, 1726

Sinds de dood van Lope de Vega was Calderón de onbetwiste heerser van het Spaanse toneel. Hij behoort tot de grootste dichters die het katholicisme en de Contrareformatie hebben voortgebracht. Drie hoofdthema's beheersen zijn œuvre: trouw aan de koning, toewijding aan de Kerk en handelen volgens het eergevoel (pundonor). Deze betrekkelijke eentonigheid van thematiek viel de tijdgenoten niet op.
Hij heeft 111 comedias geschreven en een 80-tal autos sacramentales, liturgische stukken met als kern de eucharistie voor Sacramentsdag, waarin hij, geheel volgens de katholieke geloofsleer, het leven en de lotsbestemming van de menselijke ziel na de dood schildert. Deze stukken vertonen sterke gelijkenissen met de middeleeuwse mysteriespelen, en worden gerekend tot de meesterwerken van het liturgische toneel. Zij pasten geheel bij de mystieke persoonlijkheid van de auteur, en bij de aard van het gehele Spaanse volk in zijn tijd. Daaraan danken zij ook hun succes.
Minder bedreven in de theatertechniek dan Lope de Vega of Tirso de Molina, munt Calderón uit in de dramatisering van filosofische of religieuze theorieën, bijvoorbeeld in La vida es sueño (Het leven is droom) uit 1635, over de nietigheid van het aardse leven. Calderóns positie als hofdichter hield hem echter verwijderd van het volksleven. Zijn personages kenmerken zich door een ethisch gehalte dat schril contrasteert met het morele gehalte van zijn decadente omgeving.
Calderón verdient bovenal lof voor zijn welluidende, maniëristische taalgebruik, en voor de manier waarop hij de verhouding van mens tot God tot uitdrukking wist te brengen door middel van abstracte en allegorische voorstellingen. Hij vond navolgers bij Corneille, Dryden en Tieck. De Duitse Romantiek heeft zijn grootheid naar waarde geschat.
Een overzicht van zijn werken:
- El carro del Cielo (1614)
- El príncipe constante (1629)
- La dama duende (1629)
- Casa con dos puertas, mala es de guardar (1629)
- El astrólogo fingido (1633)
- La devoción de la Cruz (1634)
- El mayor monstruo, los celos (1635)
- La vida es sueño (1635)
- El mágico prodigioso (1637)
- El gran teatro del Mundo (1645)
- El alcalde de Zalamea (1651)

Calderón is bovendien de grondlegger van de zarzuela, een typisch Spaans genre, een soort operette waarin gesproken en gezongen teksten elkaar afwisselen.
La vida es sueño (Het leven is droom) uit 1635, Amar después de la muerte (Liefde na de dood) uit 1659 en A secreto agravio, secreta venganza (Geheime wraak voor een geheime krenking) uit 1636 zijn recent in het Nederlands verschenen.
- Bibsys: 90069736
- Biblioteca Nacional de Chile: 000034819
- Biblioteca Nacional de España: XX1719649
- Bibliothèque nationale de France: cb11894840z (data)
- Catàleg d'autoritats de noms i títols de Catalunya: 981058521645106706
- CiNii: DA00465117
- Gemeinsame Normdatei: 118518399
- International Standard Name Identifier: 0000 0001 2281 8039
- Library of Congress Control Number: n79040086
- Nationale Bibliotheek van Letland: 000027955
- MusicBrainz: 5f7a61de-31e9-4331-8f21-9e811301aa39
- Bibliotheek van het Japanse parlement: 00435078
- Nationale Bibliotheek van Tsjechië: jn19990001296
- Nationale bibliotheek van Australië: 35024658
- Nationale Bibliotheek van Israël: 987007259213505171
- Nationale Bibliotheek van Polen: a0000001181750
- Nationale en Universitaire bibliotheek Zagreb: 000064913
- Nederlandse Thesaurus van Auteursnamen: 068449941
- Istituto Centrale per il Catalogo Unico: CFIV004013
- LIBRIS: 180883
- SNAC: w66n3wr0
- Système universitaire de documentation: 026762668
- Trove: 798488
- Virtual International Authority File: 73850932
- WorldCat: E39PBJvXh7Vk4TRQQRgyrpYdcP